# Gilbert Toulouse
Pour les articles homonymes, voir Toulouse (homonymie).
Gilbert Toulouse est un écrivain et juge français né à Rabat le  25 juin 1927 et mort le 25 avril 2014 à Boulogne-Billancourt. Il a vécu une partie de sa vie au Maroc, un pays qui occupe une place importante dans ses romans.

## Révélation et succès éditorial avecUn été au Mexique
Il est l'auteur d'une vingtaine d'ouvrages, essentiellement des romans. Il connaît le succès avec la publication d'Un été au Mexique. Ce roman, publié en février 1964 aux Éditions Belfond par Gilbert Toulouse, qui est alors un auteur inconnu du grand public, va connaître un véritable succès d'édition. Originalité pour ce livre d'un nouvel auteur, il est édité au format poche et non pas en grand format comme habituellement pour les primo-éditions. Les 20 000 exemplaires qui composent le premier tirage sont vendus en l'espace de quelques mois. Ce succès éditorial contribue tout à la fois à la renommée de son auteur et à celle de la jeune maison d'édition d'alors, que sont les Éditions Belfond.

## Succès mitigé des romans suivants
Le troisième roman de Gilbert Toulouse, Le Prisonnier dans l'Île, paru en 1968 est vendu à 1 200 exemplaires, tandis que son précédent roman, Le Passage du roi, avait réalisé 4 000 ventes. Dans ses mémoires, l'éditeur Pierre Belfond estime que ce roman a conforté la "réputation d'illisibilité" de Toulouse. Malgré cette dynamique descendante, Pierre Belfond souligne que Gilbert Toulouse est parvenu à constituer autour de lui une "clientèle", une sorte de petit "clan", d'inconditionnels.

## Retour sur le devant de la scène en 1982 avecLe Mercenaire
Les ouvrages qui suivent ne connaissent pas le même succès. En 1982, la parution de son roman intitulé Le Mercenaire, dont l'intrigue se déroule au Maroc et traite notamment de l'activisme du Front Polisario, est salué par la critique et lui vaut notamment de participer à l'émission littéraire Apostrophes du 24 septembre 1982.
Pierre Belfond, qui souligne que la participation de Gilbert Toulouse à l'émission animée par Bernard Pivot, est de celles qui lui ont procuré le plus de plaisir et de joie, rappelle que l'auteur n'avait jusque-là participé à aucune émission de ce type et n'entretenait qu'un lien très relâché avec le monde intellectuel et médiatique parisien, réalisait là son "baptême télévisé" à 55 ans. Un baptême au cours duquel Pierre Belfond estime que "son livre parlait pour lui mieux que lui pour son livre".

## Œuvres
- Montagne retrouvée, Arthaud_(maison_d'édition), 1957
- Un été au Mexique, Belfond, 1964
- Le Passage du Roi, Belfond, 1966
- Le Prisonnier dans l'Ile, Belfond, 1969
- Contre-écriture, Belfond, 1970
- Le Centre du monde, Belfond, 1972
- La Fin des temps, Belfond, 1972
- Putsch, Belfond, 1975
- Mont-Perdu, Belfond, 1977
- Crystal Palace, Belfond, 1980
- Le Mercenaire, Belfond, 1982
- L'Imposteur, Belfond, 1985
- Rose du Sud, Belfond, 1989
- Le Jardin, Zulma, 2000 (ISBN 978-2-843-04110-5)

## Pour approfondir